# رمضان في إيران

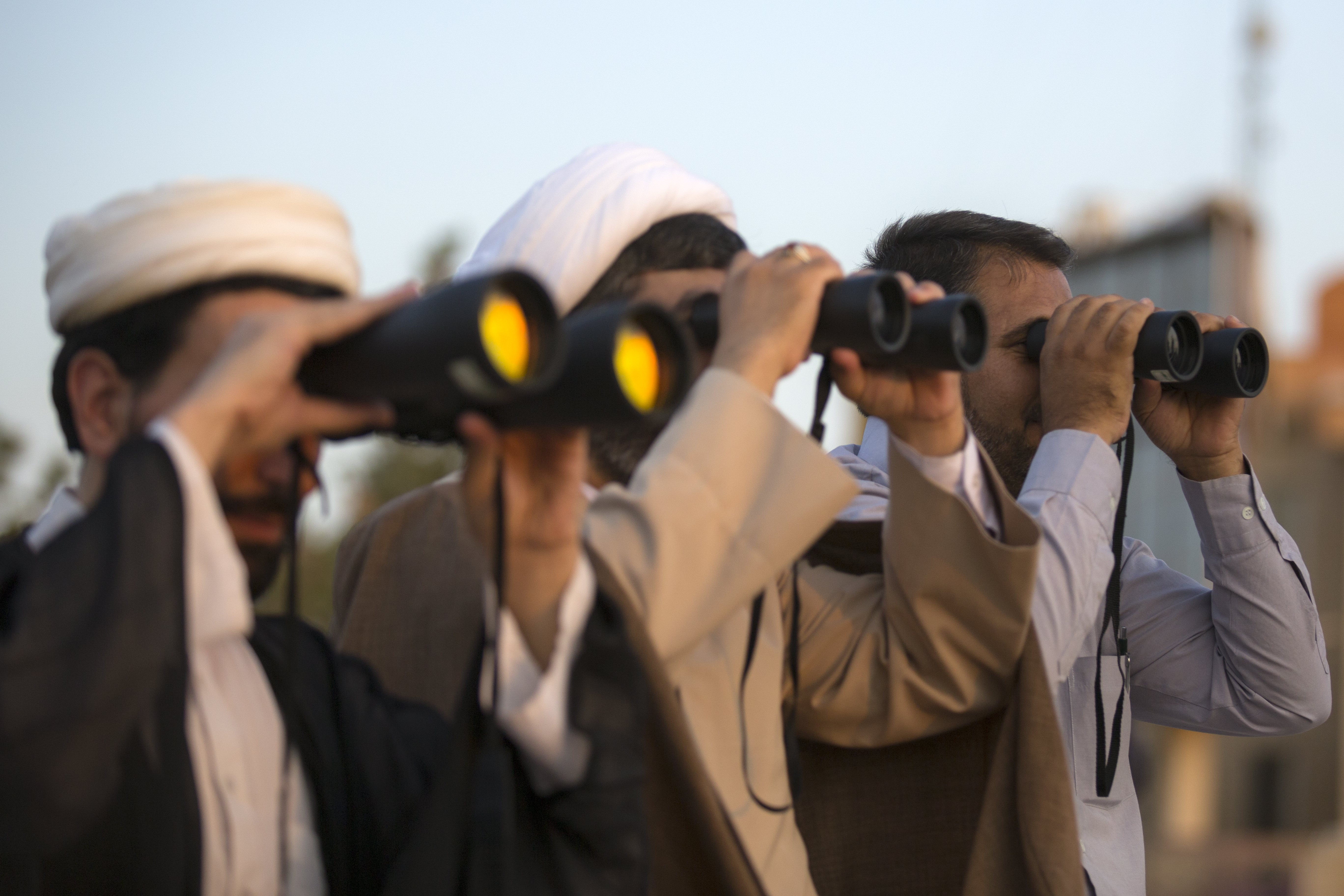
في إيران يراقب العلماء والناس ظهور هلال رمضان في التاسع والعشرين من شهر شعبان.

رمضان في إيران يعتبر شهر رمضان المبارك وقتًا مميزًا ومهمًا للمسلمين الإيرانيين. يتميز هذا الشهر بالعبادة والتقاليد الدينية والثقافية التي تمتد عبر أجيال وتختلف من قومية لأخرى.

## نظرة عامّة
أثناء شهر رمضان في إيران، يلتزم المسلمون بصيام من الفجر حتى المغرب، حيث يمتنعون عن تناول الطعام والشراب والمشروبات والتدخين خلال ساعات الصيام. يعتبر الصيام تجربة روحية تعزز الانضباط الذاتي والتقرب إلى الله.
يُعتبر إفطار الصائمين وجبة هامة في رمضان في إيران. يُعد إفطار السحور (وجبة الفجر) قبل بدء صوم النهار،ويهتم الناس بأنواع الأطباق على السحور والإفطار.
تُقام في إيران أيضًا صلاة التراويح في المساجد، حيث يحضر المسلمون لأداء الصلاة الجماعية وقراءة القرآن الكريم. تكون الليالي في رمضان مليئة بالعبادة والتسبيح والدعاء.

آشپزی ایرانی

تعتبر التقاليد والعادات الاجتماعية جزءًا مهمًا من رمضان في إيران. يتم تبادل التهاني والتبريكات بين الأهل والأصدقاء والجيران، ويتم تبادل الهدايا والزيارات خلال هذا الشهر الفضيل.

## نشاط رمضاني مميز
إجراءات رمضان في إيران تختلف قليلاً عن بعض الدول الأخرى. يتم إغلاق المحال التجارية والمطاعم خلال ساعات الصوم النهاري، ويعود النشاط في الشوارع والمتاجر في المساء بعد انتهاء صوم النهار.

## الطعام الإيراني في شهر رمضان

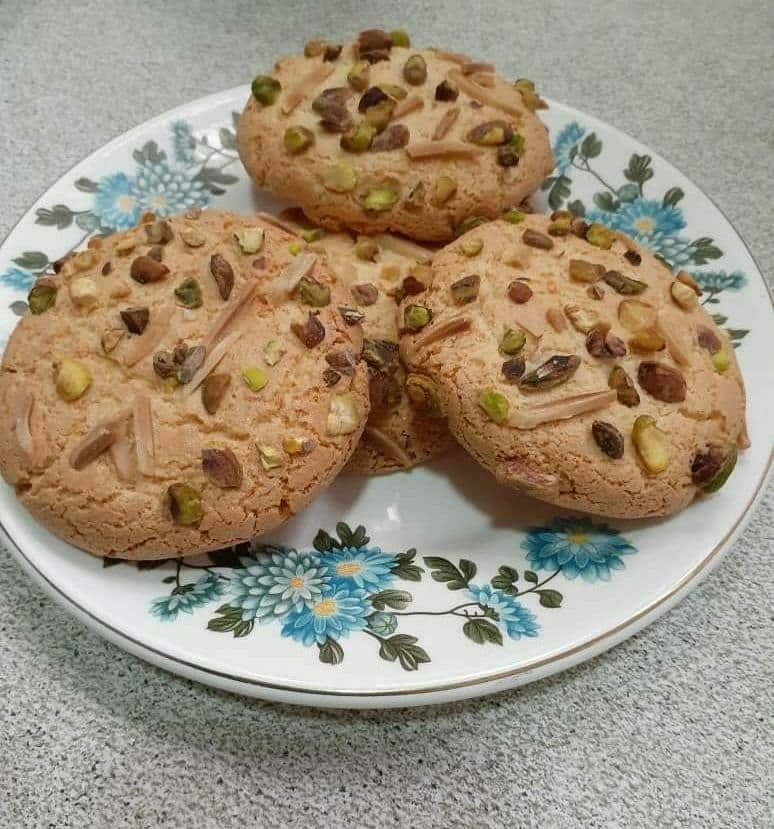
حلوى إيرانية.

تشتهر إيران أيضًا بتقديم بعض الأطعمة التقليدية والحلويات خلال رمضان. بعض الأمثلة على الحلويات الرمضانية الإيرانية تشمل "الشيريني پلو" (Shirini Polo) وهو طبق الأرز المحلى بالزعفران والمكسرات، و "الحلوى الايرانية" (Iranian Halva) وهي حلوى مصنوعة من الطحين والسكر والزبدة والمكسرات، الزلابية ولقمة القاضي كما يشتهر الإفطار الخفيف عند أذان المغرب والذي يتكون عادةً من الجبن والخبز الساخن وكأس من الشاي الخفيف.